# Komkino (obwód twerski)
Komkino (ros. Комкино) – wieś (dieriewnia) w Rosji, w obwodzie twerskim, w rejonie firowskim. W 2010 liczyła 16 mieszkańców.